# Ишмирзаев, Садриддин Саидмуратович
Садриддин Саидмуратович Ишмирзаев (род. 5 марта 1971 года, Самарканд, СССР) — советский и узбекский футболист, выступал на позиции защитника и полузащитника.

## Клубная карьера
Футбольную карьеру начал в 1988 года в составе самаркандского «Динамо». По итогам следующего сезона самаркандский коллектив вылетел во Вторую низшую лигу чемпионата СССР. В футболке «динамовцев» сыграл 64 матча и отметился двумя голами. В 1991 году перешёл в другой узбекский клуб «Бухара» (ранее — «Нурафшон»). А в 1992 году вместе с командой стал участником первого розыгрыша чемпионата Узбекистана. По ходу сезона 1992 года выехал в соседний Казахстан, где подписал контракт с «Шахтёром». Дебютировал в составе карагандинского клуба 23 апреля 1992 года в выездном поединке второго тура Высшей лиги против «Шахтёр-Булата» (0:0). Ишмирзаев вышел на поле в стартовом составе и отыграл весь матч. Единственный гол в казахском клубе забил 29 апреля 1992 года на 25-й минуте победного (2:0) домашнего поединка третьего тура Высшей лиги против алматинского ЦСКА (реализовал пенальти). Ишмирзаев вышел на поле в стартовом составе и отыграл весь матч. В футболке «горняков» провёл четыре поединка и забил один гол в Высшей лиге, а также провёл один матч в кубке Казахстана.
Накануне начала весенне-летней части сезона 1992/93 перешёл в «Таврию». Дебютировал в футболке крымчан 14 марта 1993 года в победном (2:0) поединке 16-го тура Высшей лиги против кременчугского «Кремня» (впоследствии результат матча был аннулирован, из-за выхода на поле в футболке «Таврии» дисквалифицированного Евгения Драгунова). Ишмирзаев вышел на поле в стартовом составе, а на 83-й минуте его заменил Игорь Духновский. В составе «Таврии» провёл десять матчей. По завершении сезона покинул симферопольский коллектив и в том же 1993 году выехал в Россию, где стал игроком «Портовика». Дебютировал за коллектив из Холмска 18 июня 1993 года в проигранном (0:2) выездном поединке против читинского «Локомотива». Ишмирзаев вышел на поле в стартовом составе и отыграл весь матч. В футболке клуба провёл 20 поединков в Первой лиге российского чемпионата.
В 1994 году вернулся в Узбекистан, где подписал контракт с «Бухарой». Завершил футбольную карьеру в 1998 году в составе «Бухары».

## Карьера в сборной
Дебютировал в футболке национальной сборной Узбекистана 20 июля 1995 года в ничейном поединке против Болгарии (0:0). Ишмирзаев вышел на поле в стартовом составе и отыграл весь матч. Этот матч стал единственным для Ишмирзаева в составе сборной.